# Retenția clienților
Retenția clienților (sau fidelizarea clienților) se referă la abilitatea unei companii sau a unui produs de a își păstra clienții pe o perioadă anume de timp. În cazul unei retenții mari, clienții unui produs sau ai unei afaceri tind să se întoarcă, să continue să cumpere, cu alte cuvinte, să nu se orienteze spre alt produs sau afacere, sau să nu înceteze să mai utilizeze produsul/afacerea respectivă. În general, organizațiile din domeniul vânzărilor încearcă să reducă numărul clienților care pleacă la concurență. Retenția clienților începe cu primul contact dintre organizație și client și continuă pe parcursul întregii relații, strategiile de retenție de succes luând în calcul acest ciclu de viață. Abilitatea unei companii de a atrage și de a păstra clienți noi este legată nu numai de produsul sau serviciile pe care le oferă, ci și de modul în care își tratează clienții pe care îi are deja, valoarea pe care clienții o generează ca rezultat al utilizării soluțiilor și reputația pe care o creează în general, în cadrul pieței. 
Succesul în retenția clienților înseamnă mai mult decât să le oferi acestora ceea ce ei se așteaptă să le oferi. O companie trebuie să depășească așteptările clienților dacă dorește să creeze apărători loiali ai mărcii. Crearea clienților loiali pune „valoarea acestora în centrul strategiei de afaceri, în locul maximizării profiturilor sau a valorii acțiunilor”. Factorul esențial de diferențiere  într-un mediu competitiv constă deseori în oferirea de servicii pentru clienți la un nivel înalt constant. Mai mult, în zilele noastre se vorbește despre „succes în rândul clienților", iar în acest scop retenția este un obiectiv major.
Retenția clienților are un impact direct asupra profitabilității. Cercetările realizate de John Fleming și Jim Asplund indică faptul că acești clienții activi generează de 1,7 ori mai mult profit decât cei normali, în timp ce companiile cu angajați și clienți activi pot observa un profit de 3,4 ori mai mare decât în majoritatea celorlalte cazuri. 

## Măsurare
Când vine vorba de măsurarea retenției clienților, trebuie făcută o distincție între intențiile comportamentale și adevăratele comportamente ale clienților. Utilizarea intențiilor comportamentale, ca indicator al retenției clienților, se bazează pe premisa că intențiile sunt un indiciu important cu privire la comportamentele viitoare. De exemplu, clienții care prezintă o intenție de a cumpăra a doua oară vor prezenta într-o mare măsură și comportamentele corespunzătoare. Comportamentele de a cumpăra în continuare și de retenție pot fi măsurate folosind diverse metode, acestea fiind enumerate în mai multe articole premiate, publicate în domeniul marketingului. O serie de lucrări, precum cele realizate de Keiningham și colegii săi (2007), Gupta și Zeithaml (2006), și Morgan și Rego (2006) prezintă analize de sinteză în acest domeniu.  Aceste studii sugerează următoarele concluzii generale:
1. Satisfacția clientului este un predictor puternic atât pentru intenția sa de cumpărare în continuare, cât și pentru comportamentul corespunzător al acestuia.
2. Intenția și acțiunea de a cumpăra în continuare sunt, din punct de vedere statistic, asociate într-o măsură semnificativă și pozitivă: pe măsură ce intenția de a cumpăra în continuare crește, probabilitatea de a cumpăra marca respectivă crește și ea. Cu toate acestea, importanța acestei asocieri (deși pozitive) este în cel mai bun caz moderată - sugerând faptul că intențiile și comportamentele nu pot fi schimbate una cu alta când se vorbește de măsurarea retenției clienților.
3. Asocierea dintre diferitele metode de măsurare a retenției nu este mereu clară. Aceasta poate fi (a) non-liniară, având venituri crescătoare sau descrescătoare, (b) diferită pentru segmente diferite de clienți, de asemenea poate varia în funcție de industrie.
4. Retenția clienților este un predictor puternic al succesului financiar al unei firme, aceasta folosindu-se de contabilitate și de indicii bursieri. Un studiu al unei bănci din Brazilia arată că sucursalele care au reușit să satisfacă și a fideliza clienții au cunoscut un profit mai mare decât cele care au făcut doar unul dintre aceste lucruri.[5]

Când vine vorba de măsurătoare, de obicei, măsurătorile de intenție pot fi obținute folosind itemii de tip spectru în sondajele pentru clienți. Acțiunea de retenție trebuie măsurată folosind informații secundare, cum ar fi datele contabile cu privire la volumul (cantitatea și valoarea financiară) și frecvența cu care un client achiziționează produsele sau serviciile firmei. Acest lucru necesită ca firma să aibă un departament puternic dedicat administrării informațiilor despre clienți, pentru a capta toți indicii care ar putea fi utilizați pentru analiză. Într-o firmă obișnuită, această sarcină poate fi îndeplinită de mai multe departamente, cum ar fi contabilitate, vânzări, marketing, finanțe, logistică, și alte cercetări privind clienții. 

## Antecedente și cauze
Fidelizarea clienților Arhivat în 10 august 2019, la Wayback Machine. este un rezultat al mai multor antecedente enumerate mai jos:  
1. Satisfacția clienților: Cercetările arată că, în multe industrii, satisfacția clientului este o cauză directă a fidelizării acestuia. În ciuda declarațiilor prezente în anumite studii unice, marea majoritate a dovezilor sunt cât se poate de clare: între satisfacția clienților și fidelizarea acestora există o asociere pozitivă, deși importanța acesteia poate varia din diferite motive, cum ar fi clientul, produsul, sau caracteristicile industriei. Unele firme și persoane au creat modele matematice pentru evaluarea satisfacției clienților. [6]
2. Delectarea clienților: Unii academicieni sunt de părere că în lumea competitivă din zilele noastre nu mai este îndeajuns doar să îți satisfaci clientul; firmele trebuie să delecteze clienții, oferindu-le servicii excepționale. Cel mai probabil, acei clienți vor rămâne alături de firma respectivă, îmbunătățind fidelizarea clienților în general. [7] Mai recent, unii sunt de părere că acest principiu poate fi aplicat cu mai mult succes la produsele și serviciile hedoniste, spre deosebire de serviciile și produsele utilitariste.
3. Costuri de migrare ale clienților: Burnham, Frels, și Mahajan[8] (2003, p.  110) definesc costurile de migrare ca fiind „costuri plătite o singură dată, asociate de către clienți cu procesul de migrare de la un furnizor la altul". De obicei, clienții întâmpină trei tipuri de costuri de migrare: (1) costuri financiare (e.g. taxe de lichidare a contractului, puncte de recompensă pierdute); (2) costuri procedurale (timp, efort, incertidutinea asociată cu localizarea, adoptarea și utilizarea unei alte mărci/ a unui alt frunizor); și (3) costuri relaționale (relații personale și de identificare cu marca respectivă și angajații companiei). O meta-analiză recentă a examinat 233 de efecte de la peste 133.000 de clienți și a descoperit că toate cele trei tipuri de costuri de migrare duc la creșterea retenției clienților - cu toate acestea, costurile relaționale au cea mai mare asociere cu intenția clienților de a cumpăra în continuare și comportamentul corespunzător.
4. Gestionarea relațiilor cu clienții: Luând în considerare aspectele sociale și relaționale - în special cele incluse în industria serviciilor - unii sunt de părere că firmele pot crește retenția clienților concentrându-se pe gestionarea relațiilor cu clienții. Această gestionare apare atunci când o firmă poate avea o perspectivă pe termen lung, spre deosebire de o perspectivă tranzacțională, când vine vorba de clientela sa. Totuși, trebuie luat în calcul faptul că nu toți clienții pe termen lung sunt profitabili, de asemenea, câteodată, clienții tranzacționali de scurtă durată pot fi mai profitabili pentru firmă.[9] Astfel, companiile ar trebui să dezvolte o infrastructură pentru a gestiona clienții ce nu le aduc profit.

## Profitul estimat pe client
Profitul estimat pe client îi permite unei companii să calculeze valoarea netă curentă a profitului pe care îl va câștiga de pe urma unui client pe o perioadă determinată de timp. Rata retenției este procentajul din numărul total de clienți păstrați în contextul clienților care cer anularea serviciilor. 

## Standardizarea serviciilor pentru clienți
Există standarde publicate pentru a ajuta companiile să le ofere satisfacție clienților și a obține „succes în rândul clienților" pentru a crește perioada pe care un cumpărător o petrece alături de o companie. Institutul Internațional de Servicii pentru Clienți (IISC) a publicat Standardul Internațional de Excelență a Serviciilor (SIES 2012). SIES 2012 le permite organizațiilor să își concentreze atenția pe atingerea unui standard înalt în gestionarea serviciilor pentru clienți, oferind în același timp recunoaștere a succesului prin folosirea unei părți terțe ce oferă certificate. SIES 2012 concentrează atenția unei organizații pe oferirea unei satisfacții a clienților sporită, ajutând organizația prin utilizarea unui Model de Calitate a Serviciilor. Modelul de Calitate a Serviciilor al SIES folosește cei 5 P - Politică, Proces, Persoane, Premisă, Produs, și măsurători de performanță. Implementarea unui standard pentru serviciile pentru clienți duce la îmbunătățirea practicilor, a procedurilor operaționale, a nivelelor de satisfacție a clienților, care, la rândul lor, duc la sporirea loialității și a retenției clienților.